# 平野孝
平野 孝（ひらの たかし、1974年7月15日 - ）は、静岡県清水市（現：静岡市清水区）出身の元サッカー選手。元日本代表。現役時のポジションはMF、FW。サッカー番組の司会者・解説者。

## 選手経歴
清水商業高校から1993年に名古屋グランパスエイトに入団し、1年目から出場機会を得る。アーセン・ベンゲル監督時代の名古屋では攻撃的な左サイドハーフとしてレギュラーに定着。左足からのストイコビッチへの正確なパスや、切り込んでの強烈なシュートで活躍した。
1997年のオフにはプロ野球、Jリーグを騒がせた脱税事件に関与していたことが判明。その後の契約更改ではクラブ側の曖昧な選手評価基準に疑問を呈し、前年の年俸6000万円から1000万円にすることを自ら申し出て契約した。
2000年シーズン途中、チームの主力メンバーの望月重良、大岩剛とともに「チームの秩序を乱した」として解雇され、7月に京都パープルサンガに移籍。2001シーズンは京都からジュビロ磐田に1年間の期限付き移籍、2002年にヴィッセル神戸に完全移籍、2003年に東京ヴェルディ1969に完全移籍、2006年に横浜F・マリノスに完全移籍。神戸、東京Vではユーティリティープレイヤーとして成長し、ボランチや左サイドバックとしてもプレイした。
2007年、MLS・ニューイングランド・レボリューションに練習生として山田卓也とともに参加。
2007年5月21日から大宮の練習に参加。7月31日に大宮加入が発表された。8月29日の対柏レイソル戦で史上9人目となるJリーグ通算350試合出場を達成した。
2007シーズンをもって大宮との契約が満了し、3月にMLSの実質的な下部リーグになっているUSLのバンクーバー・ホワイトキャップス (en)へ入団した。レギュラーシーズン終了後、同リーグの年間ベストイレブンに選出される活躍を見せ、 チームのUSL1部リーグ優勝に貢献した。
2009年もバンクーバーの主力選手として活躍し、チーム内の最優秀DF賞を獲得し、2010年への契約も更新した。2010年、2011年のメジャーリーグサッカーへ昇格を決めたバンクーバー・ホワイトキャップスより、2011年は契約を更新しないことを伝えられた。ただここまでのクラブへの功績は大きく、彼の退団を惜しむ声も多かった。
2011年1月12日、自身のブログ内で現役引退を発表した。

### 日本代表
1997年6月8日に行われたキリンカップのクロアチア戦で日本代表として国際Aマッチに初出場。1998年にはワールドカップフランス大会で2試合に出場した。日本代表での最後の国際Aマッチ出場は2000年2月20日に行われたアジアカップ予選のマカオ戦だった。

## 引退後
2011年より中日スポーツと契約し、解説・評論活動を行っているほか、2011年5月にはNHK BS1のイングランド・プレミアリーグ中継でゲスト解説者として出演。2013年3月よりJリーグマッチデーハイライト（スカパー!）のMCとなる。
2018年4月、ヴィッセル神戸のアカデミー部部長兼スカウト部部長に就任。
2020年9月、監督に就任した三浦淳寛の後任として、ヴィッセル神戸のスポーツダイレクターに就任した。2022年1月16日、神戸のアシスタントコーチに就任した。
2022年3月21日、三浦淳寛の退任に伴い、スカウティング業務へ配置転換された。
2023年11月、SC相模原のスポーツダイレクター就任を発表（プレスリリース）SC相模原、2023年11月24日。https://www.scsagamihara.com/news/post/20231124003。2024年1月29日閲覧。。

## エピソード
名古屋時代、地元企業である寿がきや食品のインスタントラーメン、「寿がきやカップ本店の味」のCMに着流し姿で出演したことがある（なお、同CMには当時のチームメイト中西哲生も友情出演している）。
極度の高所恐怖症であり、2016年12月の同番組内で順位予想を外した結果バンジージャンプをすることになったが、結局飛べず番組アシスタントの中川絵美里（奇しくも平野と同じ静岡県清水市出身）に飛ばせた。

## 所属クラブ
ユース経歴
- 静岡市立清水飯田中学校
- 静岡市立清水商業高等学校

プロ経歴
- 1993年 - 2000年  名古屋グランパスエイト
- 2000年7月 - 2001年  京都パープルサンガ
  - 2001年  ジュビロ磐田（期限付き移籍）[3]
- 2002年  ヴィッセル神戸
- 2003年 - 2005年  東京ヴェルディ1969
- 2006年  横浜F・マリノス
- 2007年  大宮アルディージャ
- 2008年 - 2010年  バンクーバー・ホワイトキャップス

## 個人成績
| 国内大会個人成績 | 国内大会個人成績 | 国内大会個人成績 | 国内大会個人成績 | 国内大会個人成績 | 国内大会個人成績 | 国内大会個人成績 | 国内大会個人成績 | 国内大会個人成績 | 国内大会個人成績 | 国内大会個人成績 | 国内大会個人成績 |
| 年度             | クラブ           | 背番号           | リーグ           | リーグ戦         | リーグ戦         | リーグ杯         | リーグ杯         | オープン杯       | オープン杯       | 期間通算         | 期間通算         |
| 年度             | クラブ           | 背番号           | リーグ           | 出場             | 得点             | 出場             | 得点             | 出場             | 得点             | 出場             | 得点             |
| 日本             | 日本             | 日本             | 日本             | リーグ戦         | リーグ戦         | リーグ杯         | リーグ杯         | 天皇杯           | 天皇杯           | 期間通算         | 期間通算         |
| ---------------- | ---------------- | ---------------- | ---------------- | ---------------- | ---------------- | ---------------- | ---------------- | ---------------- | ---------------- | ---------------- | ---------------- |
| 1993             | 名古屋           | -                | J                | 19               | 4                | 3                | 1                | 3                | 1                | 25               | 6                |
| 1994             | 名古屋           | -                | J                | 36               | 4                | 1                | 0                | 2                | 0                | 39               | 4                |
| 1995             | 名古屋           | -                | J                | 50               | 9                | -                | -                | 5                | 2                | 55               | 11               |
| 1996             | 名古屋           | -                | J                | 29               | 7                | 14               | 5                | 0                | 0                | 43               | 12               |
| 1997             | 名古屋           | 17               | J                | 21               | 4                | 6                | 3                | 1                | 0                | 28               | 7                |
| 1998             | 名古屋           | 11               | J                | 30               | 8                | 0                | 0                | 4                | 0                | 34               | 8                |
| 1999             | 名古屋           | 11               | J1               | 28               | 7                | 6                | 2                | 5                | 1                | 39               | 10               |
| 2000             | 名古屋           | 11               | J1               | 9                | 0                | 0                | 0                | -                | -                | 9                | 0                |
| 2000             | 京都             | 35               | J1               | 7                | 1                | 4                | 0                | 1                | 0                | 12               | 1                |
| 2001             | 磐田             | 29               | J1               | 3                | 0                | 0                | 0                | 1                | 0                | 4                | 0                |
| 2002             | 神戸             | 22               | J1               | 28               | 1                | 5                | 0                | 1                | 0                | 34               | 1                |
| 2003             | 東京V            | 22               | J1               | 25               | 4                | 5                | 0                | 3                | 1                | 33               | 5                |
| 2004             | 東京V            | 22               | J1               | 28               | 4                | 7                | 1                | 1                | 0                | 36               | 5                |
| 2005             | 東京V            | 22               | J1               | 27               | 0                | 6                | 0                | 1                | 1                | 34               | 1                |
| 2006             | 横浜FM           | 13               | J1               | 9                | 0                | 6                | 0                | 0                | 0                | 15               | 0                |
| 2007             | 大宮             | 28               | J1               | 3                | 1                | 0                | 0                | 1                | 0                | 4                | 1                |
| カナダ           | カナダ           | カナダ           | カナダ           | リーグ戦         | リーグ戦         | リーグ杯         | リーグ杯         | オープン杯       | オープン杯       | 期間通算         | 期間通算         |
| 2008             | バンクーバー     | 22               | USL1             | 22               | 1                | -                | -                | 4                | 0                | 26               | 1                |
| 2009             | バンクーバー     | 22               | USL1             | 28               | 0                | -                | -                | 4                | 0                | 32               | 0                |
| 2010             | バンクーバー     | 22               | USL1             | 15               | 0                | -                | -                | 2                | 0                | 17               | 0                |
| 通算             | 日本             | 日本             | J1               | 352              | 54               | 63               | 12               | 29               | 6                | 444              | 72               |
| 通算             | カナダ           | カナダ           | USL1             | 65               | 1                | -                | -                | 10               | 0                | 75               | 1                |
| 総通算           | 総通算           | 総通算           | 総通算           | 417              | 55               | 63               | 12               | 39               | 6                | 519              | 73               |

その他の公式戦
- 1996年
  - スーパーカップ 1試合0得点
  - サントリーカップ 2試合0得点
- 1997年
  - サンワバンクカップ 1試合0得点
- 2000年
  - スーパーカップ 1試合0得点
- 2005年
  - スーパーカップ 1試合0得点

## 代表歴

### 出場大会
- AFCユース選手権1992
- 1998 FIFAワールドカップ

### 試合数
- 国際Aマッチ 15試合 4得点(1997-2000)[1]

| 日本代表 | 国際Aマッチ | 国際Aマッチ |
| 年       | 出場        | 得点        |
| -------- | ----------- | ----------- |
| 1997     | 5           | 1           |
| 1998     | 7           | 2           |
| 1999     | 0           | 0           |
| 2000     | 3           | 1           |
| 通算     | 15          | 4           |

### 出場
| No. | 開催日         | 開催都市     | スタジアム                 | 対戦相手       | 結果  | 監督                 | 大会                   |
| --- | -------------- | ------------ | -------------------------- | -------------- | ----- | -------------------- | ---------------------- |
| 1.  | 1997年06月08日 | 東京都       | 国立霞ヶ丘競技場陸上競技場 | クロアチア     | ○4-3  | 加茂周               | キリンカップ           |
| 2.  | 1997年06月22日 | 東京都       | 国立霞ヶ丘競技場陸上競技場 | マカオ         | ○10-0 | 加茂周               | ワールドカップ予選     |
| 3.  | 1997年06月28日 | 東京都       | 国立霞ヶ丘競技場陸上競技場 | オマーン       | △1-1  | 加茂周               | ワールドカップ予選     |
| 4.  | 1997年08月13日 | 大阪府       | 長居陸上競技場             | ブラジル       | ●0-3  | 加茂周               | 国際親善試合           |
| 5.  | 1997年11月01日 | ソウル       |                            | 韓国           | ○2-0  | 岡田武史             | ワールドカップ予選     |
| 6.  | 1998年02月15日 | アデレード   |                            | オーストラリア | ○3-0  | 岡田武史             | 国際親善試合           |
| 7.  | 1998年03月01日 | 神奈川県     | 横浜国際総合競技場         | 韓国           | ○2-1  | 岡田武史             | ダイナスティカップ     |
| 8.  | 1998年04月01日 | ソウル       |                            | 韓国           | ●1-2  | 岡田武史             | ワールドカップ記念試合 |
| 9.  | 1998年05月17日 | 東京都       | 国立霞ヶ丘競技場陸上競技場 | パラグアイ     | △1-1  | 岡田武史             | キリンカップ           |
| 10. | 1998年06月03日 | ローザンヌ   |                            | ユーゴスラビア | ●0-1  | 岡田武史             | 国際親善試合           |
| 11. | 1998年06月14日 | トゥールーズ |                            | アルゼンチン   | ●0-1  | 岡田武史             | ワールドカップ         |
| 12. | 1998年06月26日 | リヨン       |                            | ジャマイカ     | ●1-2  | 岡田武史             | ワールドカップ         |
| 13. | 2000年02月05日 | 香港         |                            | メキシコ       | ●0-1  | フィリップ・トルシエ | カールスバーグカップ   |
| 14. | 2000年02月16日 | マカオ       |                            | ブルネイ       | ○9-0  | フィリップ・トルシエ | アジアカップ予選       |
| 15. | 2000年02月20日 | マカオ       |                            | マカオ         | ○3-0  | フィリップ・トルシエ | アジアカップ予選       |

### 得点
| # | 開催日         | 開催地     | 会場                       | 相手           | 結果 | 大会             |
| - | -------------- | ---------- | -------------------------- | -------------- | ---- | ---------------- |
| 1 | 1997年06月08日 | 東京都     | 国立霞ヶ丘競技場陸上競技場 | クロアチア     | ○4-3 | キリンカップ     |
| 2 | 1998年02月15日 | アデレード |                            | オーストラリア | ○3-0 | 国際親善試合     |
| 3 | 1998年02月15日 | アデレード |                            | オーストラリア | ○3-0 | 国際親善試合     |
| 4 | 2000年02月16日 | マカオ     |                            | ブルネイ       | ○9-0 | アジアカップ予選 |

## 指導歴
- 2018年 - 2022年  ヴィッセル神戸
  - 2018年 - 2019年 アカデミー部部長兼スカウト部部長
  - 2020年 - 2021年 スポーツダイレクター
  - 2022年 - 同年3月 トップチーム アシスタントコーチ
  - 2022年3月 - 同年12月 スカウト
- 2023年11月 -  SC相模原 スポーツダイレクター